# Ätrans landskommun
Ätrans landskommun var en tidigare kommun i Hallands län.

## Administrativ historik
Kommunen bildades vid kommunreformen 1952 genom sammanläggning av de tidigare landskommunerna Gunnarp, Gällared och Krogsered.
Landskommunen gick 1971 upp i Falkenbergs kommun, som bildades genom sammanläggning av kommunerna i Falkenbergs kommunblock.
Kommunkoden var 1320.

### Kyrklig tillhörighet
I kyrkligt hänseende tillhörde kommunen församlingarna Gunnarp, Gällared och Krogsered.

## Geografi
Ätrans landskommun omfattade den 1 januari 1952 en areal av 271,04 km², varav 249,81 km² land.

### Tätorter i kommunen 1960
I Ätrans landskommun fanns tätorten Fegen, som hade 233 invånare den 1 november 1960. Tätortsgraden i kommunen var då 10,3 procent.

## Politik

### Mandatfördelning i valen 1950-1966
| 5 | 5 | 19 |  |

| 29 |

| 7 | 16 | 3 | 4 |

| 27 |

| 5 | 19 |  | 5 |

| 26 |

| 6 | 17 | 2 | 5 |

| 27 |

| 5 | 18 | 2 | 5 |

| 26 |